# حماطيات
حِمَاطيَّات أو حُمطوطيات أو قمل النبات القافز أو فصيلة بسيليدي (الاسم العلمي Psyllidae)، فصيلة حشرات من رتبة نصفيات الأجنحة قريبة الشبه بالأرقيات والغطرفيات. أجناسها وأنواعها عديدة.